# Euphaea subcostalis
Euphaea subcostalis är en trollsländeart som beskrevs av Selys 1873. Euphaea subcostalis ingår i släktet Euphaea och familjen Euphaeidae. IUCN kategoriserar arten globalt som livskraftig. Inga underarter finns listade i Catalogue of Life.